# Ferminia cerverai
Carriça-de-zapata ou cambaxirra-de-zapata (Ferminia cerverai) é uma espécie de ave passeriforme endêmica do pântano de Zapata, em Cuba. É o único membro do gênero Ferminia.